# AI Act
AI Act, EU Artificial Intelligence Act – rozporządzenie unijne w sprawie sztucznej inteligencji, które zostało przyjęte przez Parlament Europejski 13 marca 2024 roku.

## Przygotowanie i cel regulacji
Wraz z rozwojem sztucznej inteligencji pojawiły się nowe problemy, nie uregulowane dotychczas w legislacji. AI pozwala m.in. na tworzenie treści za pomocą narzędzia ChatGPT, ocenianie zachowań społecznych (tzw. scoring), rozpoznawanie twarzy czy tworzenie deepfake’ów. Nowe przepisy w założeniu zapewniają możliwość rozwoju sztucznej inteligencji, a jednocześnie gwarantują poszanowanie praw człowieka i minimalizują zjawisko dyskryminacji.
AI Act został zaproponowany przez Komisję Europejską w dniu 21 kwietnia 2021 roku. 13 marca 2024 nowe prawo zostało przyjęte przez Parlament Europejski, a 21 maja 2024 jednogłośnie zatwierdziła je Rada UE.

## Założenia
Nowe rozporządzenie zakłada wyznaczenie Europejskiej Rady ds. Sztucznej Inteligencji oraz wyłonienie organów krajowych w poszczególnych państwach członkowskich. Ich zadaniem będzie zapewnienie skutecznego egzekwowania nowych przepisów na poziomie krajowym. Eksperci przewidują, że wpływ AI Act będzie podobny, jak wprowadzenie innego unijnego aktu – Ogólnego Rozporządzenia o Ochronie Danych Osobowych z 2018 roku.

### Kategorie systemów
Rozporządzenie definiuje następujące kategorie systemów sztucznej inteligencji:
1. Zakazane praktyki – regulacja zakazuje wdrażania systemów, które podważają godność człowieka, wartości demokratycznych i państwo prawa[7]. Do zakazanych praktyk zaliczają się takie systemy AI jak oprogramowanie stosujące techniki manipulacji, przewidujące ryzyko popełnienia przestępstwa przez osobę fizyczną, śledzące styl życia obywateli czy system scoringu społecznego[8][9].
2. Wysokie ryzyko – systemy AI, które stanowią część bezpieczeństwa produktu lub są zaliczane do jednej z 19 kategorii produktów regulowanych przez prawo UE (np. lotnictwo, samochody, urządzenia medyczne)[10]. Tego typu systemy podlegają ścisłym wymaganiom dotyczącym oceny ryzyka, dokumentacji czy kontroli przez człowieka[11].
3. Model AI ogólnego przeznaczenia – model trenowany dużą ilością danych taki jak np. ChatGPT, który musi stosować się do takich zasad jak tagowanie wygenerowanych deepfakeów[12] czy zapewnianie kontroli przeciw generowaniu nielegalnych treści[9]. Modele, do których wytrenowania wykonano ponad {\displaystyle 10^{25}} operacji zmiennoprzecinkowych (rosnąca ilość modeli od 2024 roku przekroczyła tę wartość[13]) są uważane za ryzyko systemowe i wymagają dodatkowych mechanizmów kontroli[9].
4. Ograniczone ryzyko – systemy AI w tej kategorii posiadają wymagania dotyczące transparentności, aby użytkownik miał świadomość korzystania z systemu sztucznej inteligencji. Do tej kategorii zaliczają się systemu generujące obrazy i wideo[9].
5. Minimalne – Do tej kategorii zaliczane są np. gry komputerowe czy filtry antyspamowe. Zakłada się, że większość systemów AI będzie zaliczana do tej kategorii[14].

Rozporządzenie weszło w życie 1 sierpnia 2024, natomiast w celu ułatwienia się dostosowywania do nowych wymogów, poszczególne przepisy będą stosowane stopniowo. AI Act ma być w całości wdrożony i egzekwowany od 2026 roku.

## Harmonogram wprowadzenia
AI Act wejdzie w życie 20 dni po publikacji w Dzienniku Urzędowym Unii Europejskiej. 6 miesięcy po wejściu w życie zaczną obowiązywać ograniczenia dotyczące systemów SI o wysokim ryzyku oraz zakaz dla systemów AI o niedopuszczalnym ryzyku. 9 miesięcy od wejścia w życie (z co najmniej 3 miesięcznym okresem dla ich wdrożenia) powinny zostać udostępnione kodeksy postępowania Europejskiego Biura ds Sztucznej Inteligencji (European AI Office), obejmujące, ale niekoniecznie ograniczone do obowiązków dostawców modeli sztucznej inteligencji ogólnego przeznaczenia (GPAI models). 12 miesięcy po wejściu w życie zaczną obowiązywać obostrzenia dla dostawców modeli AI ogólnego przeznaczenia którzy wprowadzają je właśnie na rynek UE lub oddają do użytku pod własną nazwą lub znakiem towarowym. 18 miesięcy po wejściu w życie zaczynie obowiązywać akt wykonawczy Komisji w sprawie monitorowania systemów AI po wprowadzeniu do obrotu.
Większość obostrzeń zacznie obowiązywać 24 miesiące po wejściu AI Act w życie. Wtedy zostaną wdrożone obowiązku dotyczące systemów sztucznej inteligencji wysokiego ryzyka, a państwa członkowskie wdrożą przepisy dotyczące kar, w tym kar administracyjnych.